# Серокі (Лодзинське воєводство)
Серокі (пол. Seroki) — село в Польщі, у гміні Лишковиці Ловицького повіту Лодзинського воєводства.
Населення — 128 осіб (2011).
У 1975-1998 роках село належало до Скерневицького воєводства.

## Демографія
Демографічна структура станом на 31 березня 2011 року:
|          | Загалом | Допрацездатний вік | Працездатний вік | Постпрацездатний вік |
| -------- | ------- | ------------------ | ---------------- | -------------------- |
| Чоловіки | 67      | 17                 | 43               | 7                    |
| Жінки    | 61      | 13                 | 30               | 18                   |
| Разом    | 128     | 30                 | 73               | 25                   |